# باد ليبنتسل
باد ليبن زل (بالألمانية: Bad Liebenzell) هي بلدة، الحمامات الطبية، مدينة وبلدة ألمانية تقع في ألمانيا في كالف. يقدر عدد سكانها بـ 9,477 نسمة .

## معرض صور

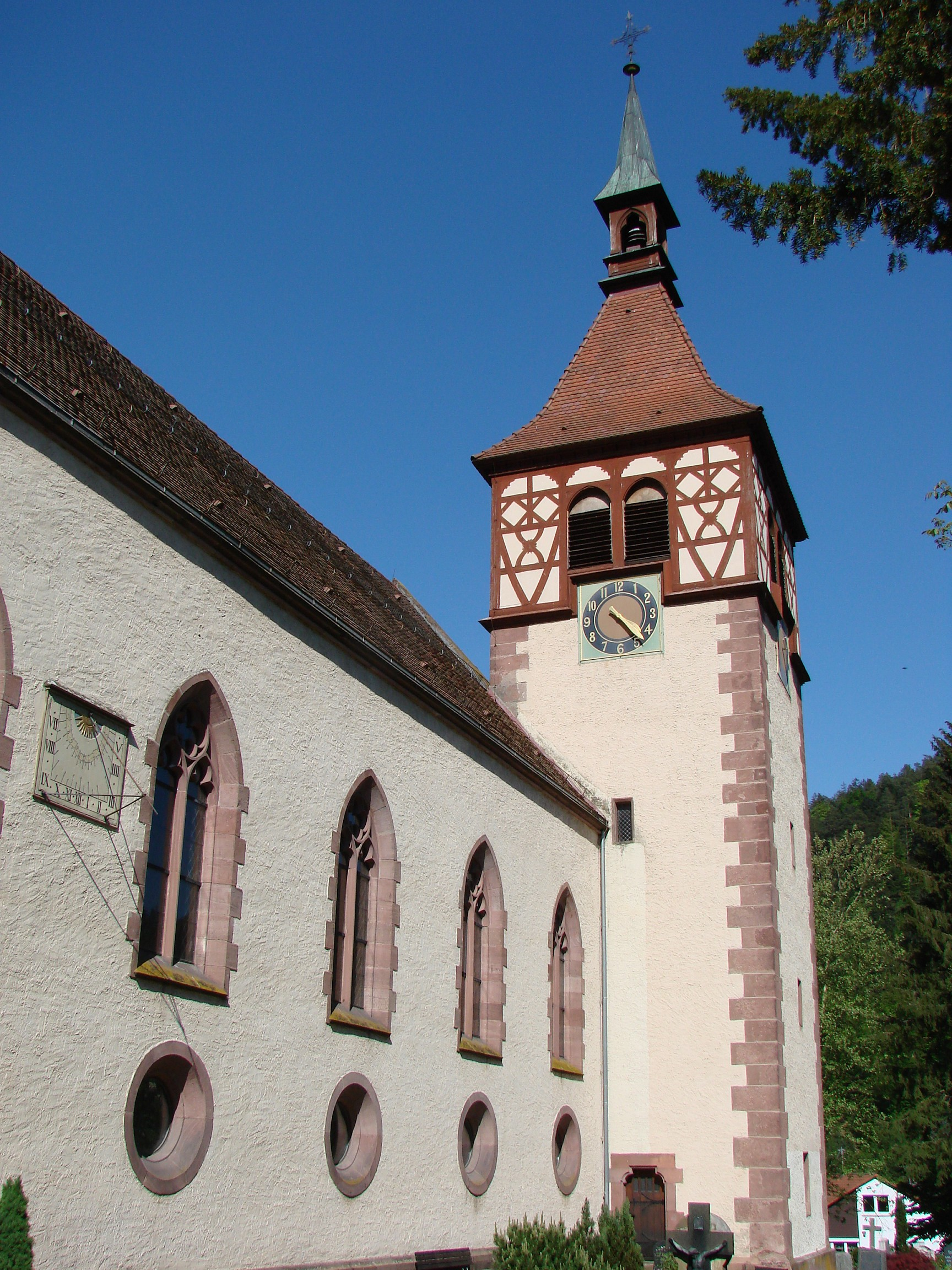
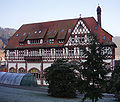
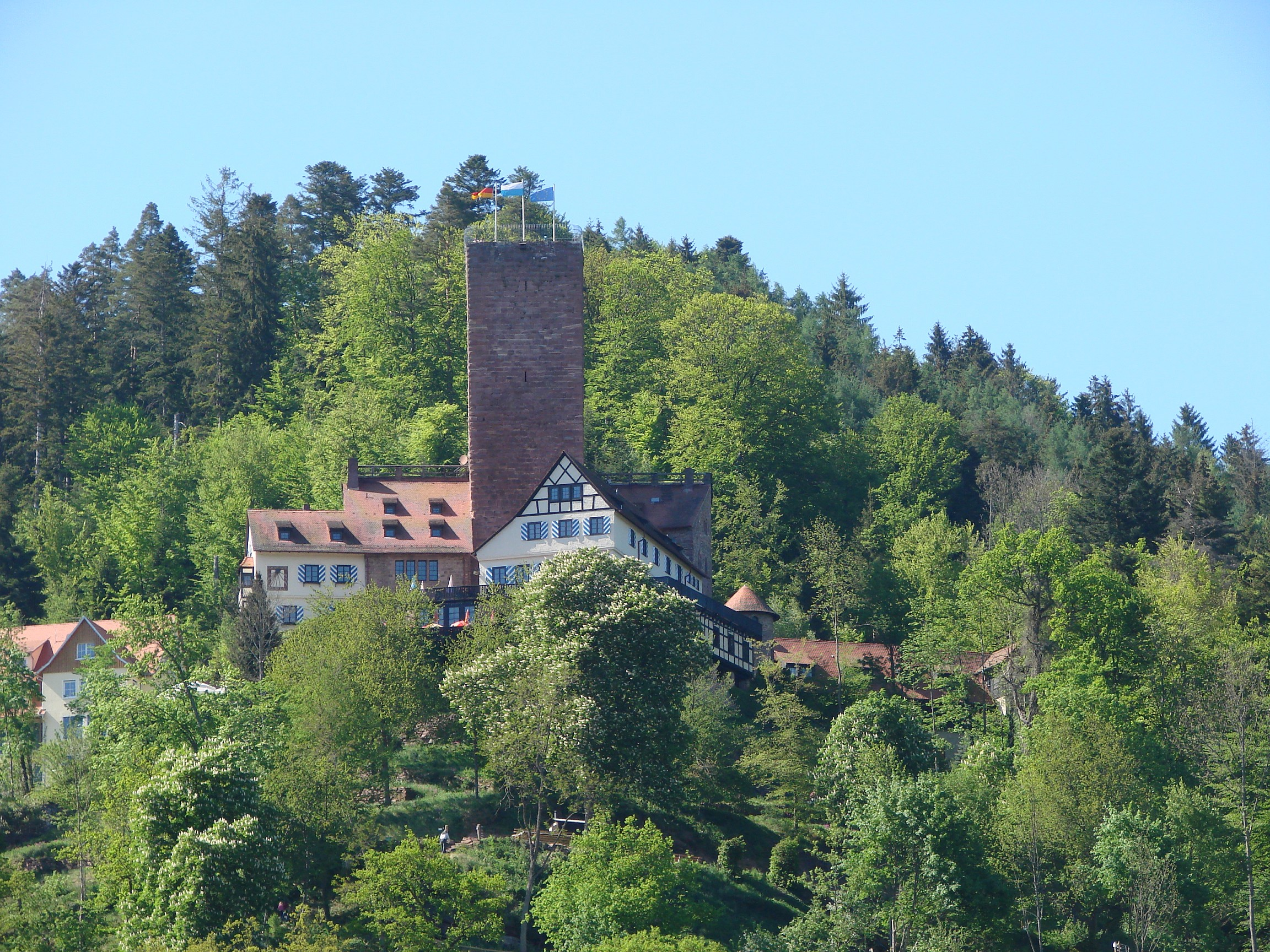
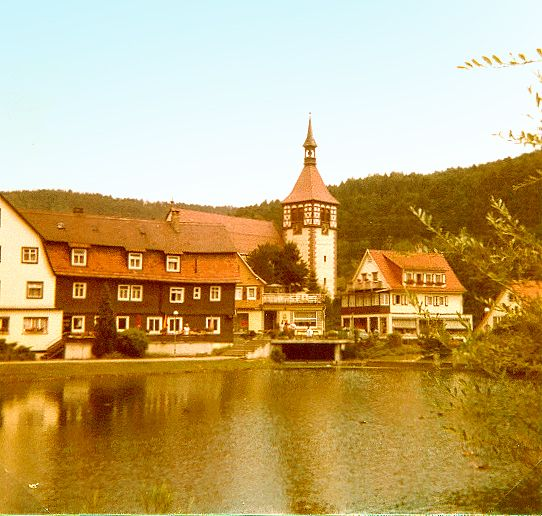
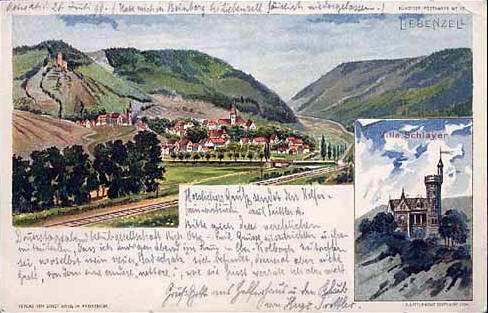